# Don Quixote (film 1915)
Don Quixote è un film muto del 1915, diretto da Edward Dillon. Il regista appare anche tra gli interpreti del film che ha come protagonista DeWolf Hopper Sr., un famoso attore teatrale dell'epoca, affiancato da Fay Tincher nel ruolo di Dulcinea e da Max Davidson in quello di Sancho Panza.
Tratto dal romanzo El ingenioso hidalgo Don Quijote de la Mancha, è una delle numerose riduzioni cinematografiche del romanzo di Miguel de Cervantes y Saavedra.

## Trama
Don Quixote si inebria delle sue letture di storie cavalleresche. Lievemente squilibrato e messo in crisi anche dal fatto che mangia troppo poco, si mette in cammino con Sancho Panza, il suo scudiero, deciso a eguagliare le gesta dei suoi eroi. In seguito a una battaglia contro i mulini a vento, don Quixote sviene e viene curato da Dorothea, una bella pastorella, che vive sola dopo essere stata sedotta e abbandonata da don Fernando. Don Quixote va alla ricerca del seduttore: in una locanda, conosce Dulcinea, ma  viene buttato fuori dalla taverna. Fuori, lotta per liberare un gruppo di detenuti che lui ha preso per schiavi. Uno di questi, Cardenio, gli racconta che si trova imprigionato perché hanno voluto impedire che sposasse Lucinda, la fanciulla di cui era innamorato, e che era stata destinata a don Fernando, il seduttore di Dorothea. Don Quixote rischia la vita per evitare il matrimonio e riportare Lucinda da Cardenio. Ma resta mortalmente ferito: muore, così, tra le braccia di Sancho e quelle di Dulcinea.

## Produzione
Il film fu prodotto dalla Fine Arts Film Company. Venne girato dal settembre 1915 al novembre 1915.

## Distribuzione
Distribuito dalla Triangle Distributing, il film uscì nelle sale cinematografiche USA il 27 febbraio 1916 dopo essere stato presentato in prima al Knickerbocker Theater di New York il 19 dicembre 1915.